# Sangreña
Sangreña es un lugar español de la parroquia de Villavaler, perteneciente al municipio de Pravia, en la comunidad autónoma de Asturias.

## Historia
Hacia mediados del siglo XIX, el lugar, ya por entonces perteneciente a Villavaler, tenía contabilizada una población de 78 habitantes. Aparece descrito en el decimotercer volumen del Diccionario geográfico-estadístico-histórico de España y sus posesiones de Ultramar de Pascual Madoz con las siguientes palabras:

SANGREÑA: l. en la prov. de Oviedo, ayunt. de Pravia y felig. de Sta. Maria de Villavaler: sit. en el térm. de las Outedas, en una ladera occidental del monte Pascual, con declive á una hondonada que forma la montaña y loma de Faedo, que arrancando la vertiente de la altura de Ablanedo corre hasta la Vallada de Artedo, siendo este pueblo el primero de la referida ladera: su terreno pendiente y frio. prod : escanda, maiz, patas y otros frutos. pobl.: 18 vec., 78 almas.
(Madoz, 1849, p. 734)

En 2023, la entidad singular de población tenía empadronados ocho habitantes.